# 1551
Cette page concerne l'année 1551  du calendrier julien. Pour l'année 1551 av. J.-C., voir 1551 av. J.-C.
L'année 1551 est une année commune qui commence un jeudi.

## Événements
- 12 mai : fondation de l'université de San Marcos à Lima au Pérou[1].
- 18 juillet : le corsaire turc Dragut envahit l'île de Gozo et réduit ses habitants en esclavage[2].
- 14 août : Dragut prend Tripoli, en Afrique du Nord, pour le compte des Ottomans[2].
- 21 septembre : fondation de l'université royale et pontificale de Mexico[1].

- Début du règne de Bayinnaung, troisième roi de la dynastie Toungoo en Birmanie (fin en 1581)[3]. Il rétablit l’unité de la Birmanie avec l’aide d’aventuriers portugais.

### Europe
- Janvier-février : concile moscovite des Cent Chapitres[4]. Publication du Stoglav (code du clergé séculier). Le concile décide la création d’écoles et la mise en service de la première imprimerie à Moscou. Macaire tente de réformer l’Église orthodoxe russe qui est renforcée et a un rôle politique accru. Ivan le Terrible oblige le clergé (exempté d’impôts) à restituer les fondations anciennes aux donateurs et à soumettre les nouvelles à son contrôle.

- 23 février : inauguration du Collège romain (maintenant Université grégorienne) par Ignace de Loyola[5].

- 1er mai : seconde session (9 à 16) du Concile de Trente (fin le 28 avril 1552)[6]. Les décrets et canons adoptés concernent l’Eucharistie, la pénitence, la contrition et l’attrition, la confession, l’absolution, les cas réservés, l’extrême-onction, les pouvoirs des évêques en matière d’ordination, et l’obligation de porter l’habit ecclésiastique.
- 27 mai : traité d'alliance d'Amboise entre Henri II de France et le duc de Parme Octave Farnèse, qui est déchu par le pape Jules III le 8 juin[7].
- 31 mai : arrivée des jésuites à Vienne en Autriche[8].

- 6 juin, guerre de Parme : Ferrante Gonzaga obtient le commandement de l'expédition de Charles Quint contre Parme, qui échoue devant la résistance des Parmesans[9].
- 8-16 juin : en Pologne, le synode de Piotrkow adopte la Profession de foi catholique rédigée par le cardinal Stanislaus Hosius (Confessio fidei christiana catholica, publiée en 1553)[10].
- 23 juin : l’antitrinitaire Lelio Sozzini, un italien vivant à Zurich, quitte Wittemberg pour un séjour en Pologne où il est invité à la cour de Cracovie ; c’est un protestant radical qui pénètre le milieu de la reine Bona Sforza[11].
- Juin : les troupes du général Castaldo occupent la Transylvanie pour Ferdinand de Habsbourg[12].

- 12 juillet, Barcelone : retour de Philippe, fils de Charles Quint, en Espagne ; il retourne à Valladolid d'où y exerce la régence (fin en 1554)[13].
- 19 juillet : la régente de Hongrie Isabelle Jagellon, veuve de Jean Zapolyai, doit abdiquer au traité d'Alba Iulia[12].
- 26 juillet : la diète de Kolozsvár reconnaît l'empereur Ferdinand Ier comme seul souverain de Hongrie[14].

- 3-4 septembre, guerre de Parme : Brissac, gouverneur du Piémont, prend aux Impériaux Chieri et San Damiano[15].
- 7 septembre : Les troupes Ottomanes du vizir Mehmed Sokolli passent le Danube et marchent contre la Hongrie[12].

- 5 octobre : Henri II de France signe le traité secret de Friedewald avec les princes protestants allemands de la Ligue de Smalkade[16].
- 8 octobre : prise de Lippa (Lipova) par les Ottomans[12].
- 16-17 octobre : siège de Timişoara par les Ottomans[12].

- 2 novembre : contre-offensive chrétienne de Castaldo et Martinuzzi sur Lipova[12].
- 16 novembre : Mehmed Sokolli lève le siège de Timişoara et se retire sur le Danube à Belgrade[12].

- 12 décembre : en Angleterre, fondation de la Compagnie des Marchands Aventuriers pour la découverte de terres nouvelles[17], autour de Sébastien Cabot[18].
- 16 décembre, Hongrie : le cardinal Giorgio Martinuzzi est assassiné par le général Castaldo[12]. Jean Sigismond et sa mère partent pour la Silésie jusqu’en 1556.
- 21 décembre : exécution par le feu de « nouveaux chrétiens » à Évora, au Portugal[19].

- Angleterre : organisation des collectes du dimanche pour le secours des indigents dans les paroisses[20].

## Naissances en 1551
- 5 janvier : Jean Chapeaville, théologien et historien liégeois († 11 mai 1617).
- 14 janvier : Abul al-Fazl ibn Mubarak, écrivain persan, ministre et historiographe de la cour moghole († 12 août 1602).
- 2 février : Nicolas Raimarus Ursus, astronome et mathématicien du  Saint-Empire romain germanique († 16 octobre 1600).
- 27 février : Anastase Germonio, juriste, prélat de l'église catholique, archevêque-comte de Tarentaise († 4 août 1627).
- 9 mars : Alessandro Alberti, peintre italien († 10 juillet 1596).
- 21 mars : Marie-Anne de Bavière, fille d'Albert V, duc de Bavière et d'Anne d'Autriche († 29 avril 1608).
- 30 avril : Jacopo Chimenti, peintre italien († 30 septembre 1640).
- 2 mai : William Camden, antiquaire anglais et maître ou directeur de l'école de Westminster († 9 novembre 1623).
- 17 mai : Martín Antonio Delrío, prêtre jésuite, juriste et philologue des Pays-Bas († 19 octobre 1608).
- 26 mai : Pierre de Valernod, prélat français, évêque de Nîmes († 12 septembre 1625).
- 19 juin : Domenico Ginnasi, cardinal italien († 12 mars 1639).
- 7 juillet : Bonviso Bonvisi, cardinal italien († 1er septembre 1603).
- 6 septembre : Aoyama Tadanari, général Tokugawa de la fin de l'époque  Sengoku et du début de l'époque d'Edo († 10 avril 1613).
- 19 septembre : Alexandre-Édouard, futur Henri Ier de Pologne puis Henri III, roi de France, frère de François II et de Charles IX († 2 août 1589).
- 30 septembre : Mu Wang, tusi (chef tribal) (chef régional issu de la population locale) naxi de la province du Yunnan († 8 juin 1596).
- 8 octobre : Giulio Caccini, compositeur italien († 10 décembre 1618).
- 20 octobre : Johan Larsson Sparre, noble suédois († 16 mai 1599).
- 26 octobre : Charlotte de Sauve, dame d'honneur de la reine Catherine de Médicis († 30 septembre 1617).
- 31 octobre : Simon Gedik, théologien luthérien saxon († 5 octobre 1631).
- 11 novembre : Giovanni Ier Corner, homme politique italien, 96e doge de Venise († 23 décembre 1629).
- 12 décembre : François III Fouquet, ancêtre de Nicolas Fouquet, surintendant des finances sous Louis XIV († 17 août 1590).

- Date précise inconnue :
  - Cinzio Passeri Aldobrandini, cardinal italien († 1er janvier 1610).
  - Henri d'Angoulême, fils naturel de Henri II avec sa maîtresse Jane Stuart († 2 juin 1586).
  - Jean de Beaumanoir, marquis de Lavardin, comte de Nègrepelisse, baron de Lucé, seigneur de Malicorne, Maréchal de France († 13 novembre 1614).
  - Guillaume de Berghes, prélat belgo-français († 27 avril 1609).
  - Cornelia toe Boecop, peintre néerlandaise († 1629).
  - Philippe Canaye, jurisconsulte et diplomate français († 25 février 1610).
  - Scipione Cerreto, musicologue italien († 1633).
  - Anastase Cochelet, théologien Carme († 1624).
  - Jean Curtius, industriel et financier liégeois († 12 juillet 1628).
  - Wendel Dietterlin, peintre, ornemaniste et graveur germanique († 1599).
  - Bhai Gurdas, écrivain sikh et figure religieuse de ce mouvement († 25 août 1636).
  - Siméon-Guillaume de La Roque, poète français († 1611).
  - Agnès de Mansfeld-Eisleben, comtesse de Mansfeld († 1637).
  - Mōri Motokiyo, quatrième fils de Mōri Motonari († 21 août 1597).
  - Nago Ryōhō, aristocrate et fonctionnaire du gouvernement du royaume de Ryūkyū († 1617).
  - Clément Perret, maître écrivain bruxellois († ?).
  - Camillo Procaccini, peintre italien († 21 août 1629).
  - Pierre Ragot, religieux et théologien français († 1602).
  - Johann Roszfeld, historien et antiquaire allemand († 7 octobre 1626).
  - Ercole Sassonia, médecin italien († 20 août 1607).
  - Maurice de Saxe-Lauenbourg, duc de Saxe-Lauenbourg († 2 novembre 1612).
  - Shimozuma Chūkō, moine japonais du Hongan-ji († 1616).
  - Tiburzio Vergelli, sculpteur et fondeur italien († 1609).
  - Dominique de Vic, militaire français († 14 août 1610).
  - Xing Tong, peintre chinois († ?).

- Vers 1551 :
  - Adrien d'Amboise, aumônier du roi Henri IV et évêque de Tréguier († 29 juillet 1616).
  - Boris Godounov, tsar de Russie († 13 avril 1605).
  - Claude Groulart, magistrat et érudit français († 3 décembre 1607).
  - Fausto Veranzio, polymathe et évêque de la république de Venise († 17 janvier 1617).

- 1549 ou 1551 :
  - Gabriel Vázquez, jésuite et théologien espagnol († 23 septembre 1604).

- 1550 ou 1551 :
- Timothy Bright, médecin britannique († 9 août 1615).

## Décès en 1551
- 30 janvier : Andrea Cornaro, cardinal italien (° 18 décembre 1511).

- 28 février : Martin Bucer, réformateur allemand, à Cambridge (° 1491).

- 6 avril : Joachim de Watt, dit Vadianus, humaniste et réformateur suisse, à Saint-Gall (° 1484).
- 21 avril : Oda Nobuhide, daimyo de la province d'Owari au Japon pendant la période Sengoku (° 1510).

- 8 mai : Barbara Radziwiłł, reine de Pologne et grande-duchesse de Lituanie (° 6 décembre 1520).
- 17 mai : Sin Saimdang, poétesse, peintre et calligraphe coréenne de la dynastie Joseon (° 29 octobre 1504).
- 31 mai : Bastiano da Sangallo,  peintre, sculpteur et scénographe italien (° 1481).

- 24 juin : Charles II de Croÿ, seigneur « de Croÿ » (Crouy-Saint-Pierre), 2e duc d'Aarschot, 3e prince de Chimay et 3e comte de Beaumont (Hainaut) (° 31 juillet 1522).

- 5 juillet : Francesco Cigalini, humaniste et astrologue italien (° 1489).
- 11 juillet : Girolamo Genga, architecte italien (° 1476)[21].
- 13 juillet : John Wallop, homme de guerre et diplomate anglais.

- 26 août : Marguerite Lejonhufvud, reine de Suède du 1er octobre 1536 à sa mort, seconde épouse du roi Gustave Ier Vasa (° 1er janvier 1516).

- 22 septembre : François III d'Orléans, duc de Longueville, comte de Montgommery, comte de Tancarville, vicomte d'Abberville, comte de Neufchâtel, pair de France (° 30 octobre 1535).
- 27 septembre : Jean Radziwiłł, maître d'hôtel de la Cour de Lituanie (° 1516).
- 30 septembre : Ōuchi Yoshitaka, daimyo de la province de Suō (° 18 décembre 1507).

- 18 décembre : Cristoforo Guidalotti Ciocchi del Monte, cardinal italien, évêque de Marseille (° v. 1484).

- Date précise inconnue :
  - Jean Ango, corsaire et armateur dieppois (° 1480) (entre le 19 décembre 1550 et le 3 juin 1551[22]).
  - Diego de Arroyo, peintre portraitiste, enlumineur et peintre héraldiste espagnol (° 1498).
  - Charles Dorigny, peintre français (° ?).